# Kocel

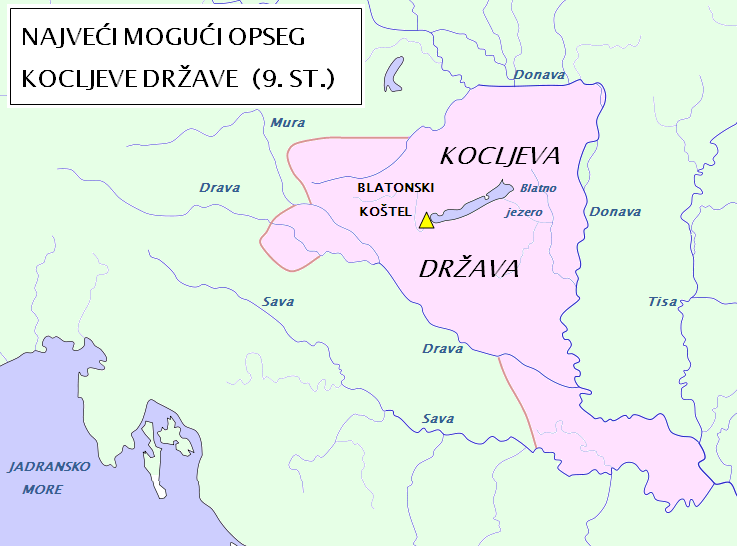
Principatul Panoniei Inferioare în timpul domniei lui Kocel

Kocel[a] (în slovenă: Kocelj, în slovacă: Koceľ; fl. 861–874) a fost un conducător al slavilor din Panonia Inferioară. El a fost vasal al francilor răsăriteni cu titlul de comes (conte) și se crede că a domnit între anii 861 sau 864 și 876.

## Biografie
Kocel era al doilea fiu al lui Pribina, un dux al slavilor moravi instalat de franci în Panonia Inferioară prin 838 sau 840. Istoricul american Charles Bowlus crede că Kocel s-a născut în jurul anului 820. În anul 861 Kocel a făcut o donație importantă Mănăstirii Freising, ceea ce arată că avea o poziție politică și socială solidă. Potrivit lui Bowlus, acest document indică faptul că Pribina murise, iar Kocel i-a succedat.
Regele Ludovic Germanul al Franciei Răsăriene l-a instalat pe Kocel ca domnitor al Panoniei Inferioare în 864. Kocel domnea în „Panonia Inferioară” (Pannonia inferioris) în anul 865, când arhiepiscopul Adalwin al Salzburgului a vizitat această provincie de două ori. În 869 Kocel a cerut ca misionarul bizantin Metodiu să fie trimis în Panonia ca reprezentant papal. La mijlocul verii, Kocel l-a trimis la Roma pe Metodiu, împreună cu douăzeci de oameni, pentru a solicita numirea sa ca episcop. Papa Adrian al II-lea l-a numit pe Metodiu în postul de arhiepiscop de Sirmium și a trimis scrisori de confirmare suveranilor din acea regiune, inclusiv lui Kocel, al cărui domeniu se afla în jurisdicția noului arhiepiscop. Marca de Panonia era stăpânită de Kocel și de margrafii bavarezi în anul 871; Kocel s-a bucurat de independență, după cum reiese din discuțiile sale cu papa.
În 874, în urma conflictului între franci și moravi, Kocel a continuat să stăpânească, probabil ca vasal al regelui Carloman, domeniul de pe Valea Dravei al Mărcii Panoniei. Kocel dispare din surse după 874 și se crede că a murit sau a fost înlăturat din postul său în jurul anului 876, fiind cu siguranță mort în anul 880.

## Identificare
Kocel a fost identificat cu comandantul militar franc Kotzil menționat în studiul De Administrando Imperio cu privire la revolta armată a croaților conduși de ducele Domagoj care „a reușit să biruie și i-a ucis pe toți francii și pe arhonul lor numit Kotzil”, cel mai probabil în anul 874, ceea ce coincide cu perioada dispariției lui Kocel din surse.

## Titluri
- „Conte al slavilor” (comes de Sclavis nomine Chezul), act de donație în limba latină din 861.[3]
- „Duce” (Chezil dux), postum între 876 și 880.[13]

## Notă explicativă
1. ^ El este cunoscut din documentele papale și bavareze sub numele de Chozil, Chezil, Chezul și Gozil.[3] Cronica istorică latină Conversio Bagoariorum et Carantanorum folosește numele Chozil, Chezil și Chezilo.[14] Numele folosit cel mai des este Kocel. Numele său este scris Koceľ în slovacă,[15] Kocelj (Коцељ) în slovenă și sârbo-croată[16] și Kotzeles în greacă.[16]